# Torre del Gallo
La Torre del Gallo è un castello del XII secolo che si trova a Firenze in località Pian de' Giullari, sulle colline di Arcetri, in cima a un crinale che domina la città.

## Storia

### Origini
Anticamente faceva parte di un vero e proprio castello su una collina strategicamente vicina a Firenze, appartenuto, secondo alcuni storici, alla famiglia Galli (o Gallo), che era di origine molto antica e della quale resta uno stemma in pietra vicino a una targa in caratteri gotici che si trova su una delle pareti dell'antico cortile. Sfruttando la posizione la famiglia esigeva un pedaggio da chi scendeva verso Firenze provenendo dall'Impruneta. La fortificazione fu parzialmente demolita nel 1280 perché di proprietà ghibellina, passando automaticamente all'amministrazione degli ufficiali di Parte Guelfa. Nel 1364 subì nuove devastazioni in seguito alle scorribande di John Hawkwood, che mise a ferro e fuoco il colle di Arcetri.

### I Lanfredini
La torre fu in seguito venduta ai Lamberteschi, che procedettero a una riedificazione. Fu rivenduta poi nel 1464 ai fratelli Jacopo e Giovanni Lanfredini, che possedevano fin dal XIV secolo l'adiacente villa La Gallina e che tramandarono la proprietà ai propri discendenti fino all'estinzione della famiglia avvenuta nel 1741, con la morte del cardinale Giacomo Lanfredini, vescovo d'Osimo e Cingoli.
Alcuni momenti salienti della storia del castello furono durante l'assedio di Firenze (1529-1530), quando Pier Maria de' Rossi, conte di San Secondo, nipote di Giovanni dalle Bande Nere e comandante delle truppe imperiali assedianti, prese qui sede con le sue truppe ospitato dal filomediceo Bartolomeo Lanfredini: dalla sommità della torre venivano indirizzati i colpi delle artiglierie, collocate nella zona di villa Giovannelli, contro le fortificazioni michelangiolesche di San Miniato al Monte. La tradizione riporta inoltre la presenza di Galileo Galilei tra il 1634 e il 1642, che qui avrebbe continuato le proprie osservazioni celesti, anche se è poco credibile poiché in quegli anni, confinato alla vicina villa il Gioiello, era ormai quasi cieco.

### Il Museo Galileiano e Stefano Bardini

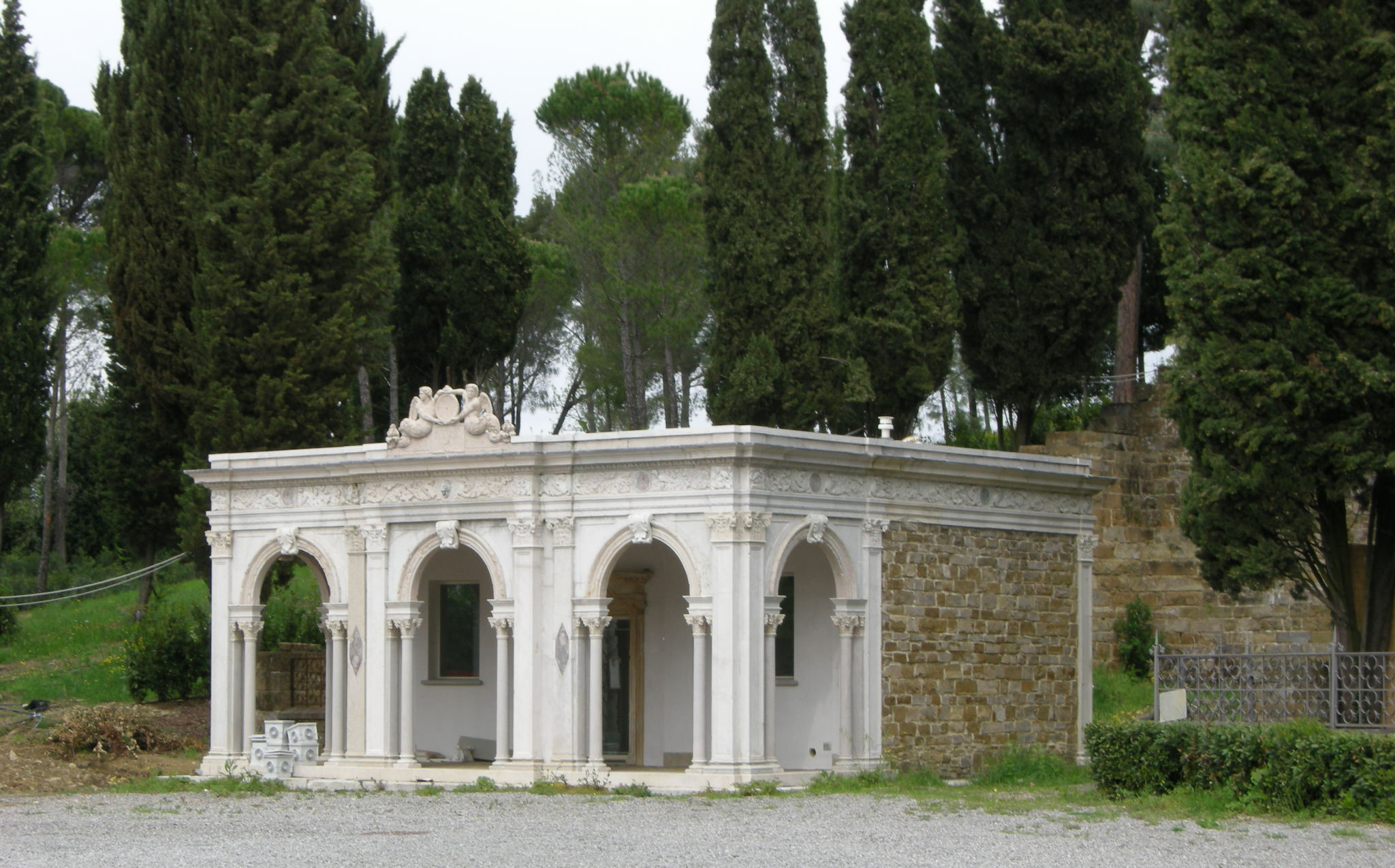
La loggetta

Nel 1872, dopo vari passaggi, la torre giunse al conte Paolo Galletti che vi allestì un piccolo museo dedicato proprio a Galileo, nel quale figuravano busti, ritratti e cimeli, in gran parte oggi confluiti nel Museo Galileo in piazza dei Giudici. Il conte fece affrescare le sale dal pittore Gaetano Bianchi.
L'aspetto odierno della torre è frutto però di un restauro in stile neomedievale eseguito tra il 1904 e il 1906 dall'antiquario Stefano Bardini, al quale si deve anche il Museo Bardini, che acquistò la Torre nel 1902. Restavano dell'impianto quattrocentesco un cortile con tre loggiati (da alcuni attribuito al Brunelleschi), mentre per quanto riguarda l'edificio esterno e la torre si trattò di una vera e propria ricostruzione, sebbene si impiegassero il più possibile materiali antichi spesso provenienti dalle demolizioni del "Risanamento". La torre venne rialzata e fu creata la merlatura. Vennero aggiunti un secondo cortile, un giardino all'italiana, una loggia in stile rinascimentale (vicino all'ingresso in via Torre del Gallo) e un edificio distaccato usato come laboratorio-magazzino.
All'interno dell'edificio i caratteri eclettici dei materiali reimpiegati da luoghi ed epoche diverse sono più evidenti: le finestre, le colonne, i portali, le vere da pozzo, i camini antichi ricreano un ambiente pittoresco e scenografico, ma poco credibile storicamente. I lavori dovevano essere conclusi nel 1907, come testimoniato da una targa ancora esistente.

### Epoca contemporanea
La zona venne abbandonata durante il periodo tra le due guerre mondiali. Nel secondo conflitto qui fu ospitato l'Istituto Farmaceutico Militare, poi la Federazione Fascista e, dopo requisizione da parte delle truppe inglesi, vi fu allestito un campo di prigionia. Fu durante questo periodo che vennero distrutte o disperse alcune delle decorazioni.
Oggi l'edificio è di proprietà privata e sono stati al vaglio alcuni progetti di recupero, alcuni dei quali proponevano una destinazione culturale, per esempio come grande museo dedicato all'astronomia (la "Città di Galileo"), che sarebbe diventato il più grande del genere in Europa, comprendendo anche villa il Gioiello (dove visse e morì Galileo) e l'Osservatorio astrofisico di Arcetri. Tuttavia la torre dopo il restauro è stata destinata a unità abitative. Acquistata dal magnate russo Alexey Fedorychev, è stata sequestrata come misura con la Russia dopo la guerra in Ucraina.

## Descrizione
Il complesso, nonostante si tratti in larga parte di un falso architettonico, non è esente da un certo fascino romantico, evidenziato dalla felice ubicazione panoramica. 

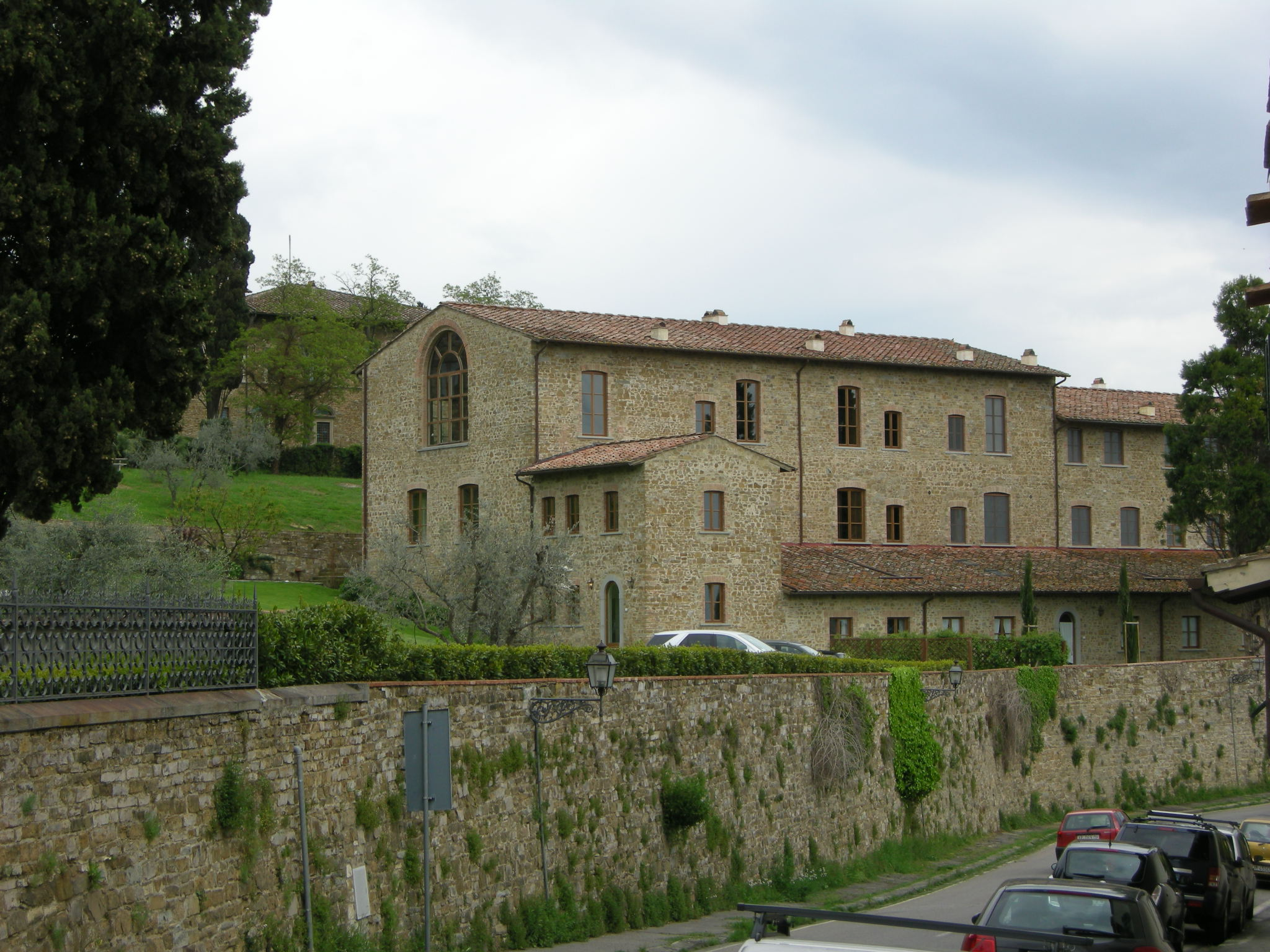
Il capannone di Bardini

La villa, dominata dalla svettante torre, ha al centro un grande salone, con una copertura ottagona, e un ingresso con graffiti, forse rinascimentali. Il cortile attribuito al Brunelleschi è circondato da colonne corinzie e archi a tutto sesto su tre lati, mentre il secondo cortile neogotico è decorato da numerosi stemmi appartenuti ai proprietari della villa e aggiunti dal Bardini.
La loggetta marmorea neorinascimentale si ispira allo stile veneziano di Jacopo Sansovino. Abbelliscono il vasto parco alcuni ruderi antichizzanti e una fontana monumentale.
Il grande capannone sul lato sud del parco, accanto a villa La Gallina, era il laboratorio-magazzino di Bardini. Rimasto a lungo senza tetto è oggi stato ristrutturato e trasformato in residence.